# Šárka Strachová
Šárka Strachová (Benecko, 11 februari 1985) is een Tsjechische voormalig alpineskiester. Ze vertegenwoordigde haar vaderland op de Olympische Winterspelen 2006 in Turijn en op de Olympische Winterspelen 2010 in Vancouver.

## Carrière
Op de wereldkampioenschappen alpineskiën 2001 in het Oostenrijkse Sankt Anton am Arlberg eindigde Strachová als eenentwintigste op de slalom. Bij haar debuut in de wereldbeker, in december 2002 in Sestriere, Italië, eindigde de Tsjechische op de vijfde plaats. Tijdens de wereldkampioenschappen alpineskiën 2003 in het Zwitserse Sankt Moritz eindigde Strachová als negende op de combinatie. In het Italiaanse Bormio nam de Tsjechische deel aan de wereldkampioenschappen alpineskiën 2005, op dit toernooi sleepte ze de bronzen medaille in de wacht op de slalom. Op de combinatie eindigde ze als vijfde en op de reuzenslalom als tiende. Tijdens de Olympische Winterspelen van 2006 in Turijn eindigde Strachová als dertiende op de slalom en als negentiende op de combinatie, op de super-g eindigde ze op de zevenentwintigste plaats. In januari 2007 wist ze in Zagreb voor de eerste maal in haar carrière op het podium te eindigen in een wereldbekerwedstrijd. Op de wereldkampioenschappen alpineskiën 2007 in het Zweedse Åre veroverde Strachová de wereldtitel op de slalom, op de supercombinatie eindigde ze als vierde en op de reuzenslalom als twaalfde. Aan het begin van het seizoen 2008/2009 boekte de Tsjechische in Aspen, Verenigde Staten haar eerste wereldbekerzege. In het Franse Val-d'Isère nam Strachová deel aan de wereldkampioenschappen alpineskiën 2009, op dit toernooi sleepte ze de zilveren medaille in de wacht op de slalom en eindigde ze als elfde op de supercombinatie. Op de super-g eindigde ze als vijftiende en op de reuzenslalom als zestiende. In het seizoen 2009/2010 wist ze opnieuw de slalom in Aspen op haar naam te schrijven.
In 2010 nam Strachová een tweede maal deel aan de Olympische Spelen: in Vancouver behaalde ze brons op de slalom. Op de Wereldkampioenschappen alpineskiën 2015 in Vail/Beaver Creek behaalde ze de bronzen medaille op de slalom.
Op 28 maart 2017 kondigde Strachová haar afscheid van de topsport aan.

## Resultaten

### Titels
Wereldkampioene slalom - 2007
Tsjechisch kampioene super G - 2003, 2006
Tsjechisch kampioene slalom - 2002, 2003, 2004, 2005
Tsjechisch kampioene reuzenslalom - 2003, 2004, 2005

### Olympische Spelen
| Jaar | Plaats    | Resultaten                                                    |
| ---- | --------- | ------------------------------------------------------------- |
| 2006 | Turijn    | 13eSlalom 19e Combinatie 27e Super-G DNF Reuzenslalom         |
| 2010 | Vancouver | Slalom · 7e Supercombinatie · 27e Afdaling · DNS Reuzenslalom |
| 2014 | Sotsji    | 9e Supercombinatie 10e Slalom DNF1 Reuzenslalom               |

### Wereldkampioenschappen
| Jaar | Plaats            | Resultaten                                                    |
| ---- | ----------------- | ------------------------------------------------------------- |
| 2001 | Sankt Anton       | 21e Slalom                                                    |
| 2003 | Sankt Moritz      | 9e Combinatie DNF Slalom                                      |
| 2005 | Bormio            | Slalom · 5e Combinatie · 10e Reuzenslalom                     |
| 2007 | Åre               | Slalom · 4e Supercombinatie · 12e Reuzenslalom                |
| 2009 | Val-d'Isère       | Slalom · 11e Supercombinatie · 15e Super-G · 16e Reuzenslalom |
| 2011 | Garmisch-P        | 12e Slalom                                                    |
| 2013 | Schladming        | 8e Slalom 37e Reuzenslalom                                    |
| 2015 | Vail/Beaver Creek | Slalom                                                        |
| 2017 | Sankt Moritz      | 5e Slalom                                                     |

### Wereldbeker

#### Eindklasseringen
| Seizoen   | Algm | SL     | RS  | SG  | SC  |
| --------- | ---- | ------ | --- | --- | --- |
| 2002/2003 | 53e  | 19e    | -   | -   | 10e |
| 2003/2004 | 32e  | 10e    | 60e | -   | -   |
| 2004/2005 | 42e  | 11e    | -   | -   | 17e |
| 2005/2006 | 30e  | 10e    | 42e | -   | 24e |
| 2006/2007 | 9e   | Brons  | 20e | 45e | 6e  |
| 2007/2008 | 16e  | 5e     | 21e | 29e | 31e |
| 2008/2009 | 12e  | Zilver | 37e | 37e | 11e |
| 2009/2010 | 18e  | 5e     | 43e | -   | 27e |
| 2010/2011 | 36e  | 10e    | -   | -   | -   |
| 2011/2012 | 70e  | 25e    | -   | -   | -   |
| 2012/2013 | 53e  | 20e    | -   | -   | -   |
| 2013/2014 | 36e  | 13e    | -   | -   | 9e  |
| 2014/2015 | 17e  | 4e     | -   | -   | -   |
| 2015/2016 | 20e  | 5e     | -   | -   | -   |
| 2016/2017 | 21e  | 6e     | -   | -   | -   |

#### Wereldbekerzeges
| Datum            | Plaats | Onderdeel |
| ---------------- | ------ | --------- |
| 30 november 2008 | Aspen  | Slalom    |
| 29 november 2009 | Aspen  | Slalom    |